# 台鐵R200型柴電機車
台鐵R200型柴電機車，是臺灣鐵路公司委託施泰德鐵路製造之幹線用大型柴電機車。該款車型是臺鐵首款購入之歐系高性能柴油機車。該款車型為施泰德鐵路首度獲得來自臺鐵之訂單，也是該公司在亞太地區首筆訂單。
該款機車之形式屬施泰德鐵路之SALI柴電機車系列（South America Light），其首筆訂單來自玻利維亞之Andina-FCA鐵路公司（於2021年交付營運），本車型為該系列第2筆訂單 。

## 概要
2015年度，臺鐵提出整體購置及汰換車輛計畫（2015-2024年）提出102輛機車頭採購案，其中34輛為柴電機車。2020年環島鐵路電氣化之後，營運路線上客運列車幾乎不再使用柴油機車牽引，將調整為貨運、緊急救援以及國防軍事等需求上專用，預計取代現有R20、R150柴電機車
。新柴電機車將搭載4G網路訊號機，遇到車輛故障時，訊號機能將故障訊息傳回所屬機務段，以利機務員進行維修，此功能也是臺鐵車輛中的首創。

## 車輛歷史
- 2018年
  - 11月30日：本型車採購案第一次開標，因投標廠商未達3家標準宣布流標[12]。
- 2019年
  - 10月8日：宣布由瑞士商施泰德鐵路得標，預計11月簽約，並且預計2023年6月開始交車[8]。
  - 11月21日：正式簽約完成[1]。
  - 12月14日－12月24日：派遣查訪團至瑞士查訪得標廠商，考察製造技術以及運作過程[1]。
- 2022年
  - 9月20日：代表團赴德國與施泰德公司及子系統供應商討論本案履約事宜，及至西班牙瓦倫西亞了解車輛組裝情形[13]。
- 2023年
  - 6月11日：R201及R202經船運抵達台中港八A碼頭，6月13日迴送彰化機務段整備，進行40日試運轉測試作業[14] ，7月10日在彰化扇形車庫舉辦新車見面會[15]。
- 2024年
  - 6月19日：在花蓮車站舉行新車首航見面會[16]。

## 規格與構造
柴油引擎
擁有冷卻系統、進排氣系統、燃油系統及潤滑系統。增設引擎啟動馬達，過去台鐵的柴電機車欲啟動引擎時，乃由電瓶提供電力給主發電機充作啟動馬達之用，本型車則是將電力傳送到位於引擎後下方的一對小型啟動馬達，由啟動馬達帶動引擎發動。搭載出力2700馬力的5期環保引擎，配合尿素混合系統，達到空污及噪音的防護的最高標準。
連結器
能牽引2000噸負荷及5km/hr撞擊緩衝裝置。
轉向架與制軔
使用CO'CO型，一次懸吊設計。
軔機系統
採用Knorr-AAR Newyork廠製造CCB-ll空氣軔機系統，並與台鐵其它系統相互通用。
主交流發電機
三相交流發電機絕緣，等級為H級。
牽引系統
三相交流牽引馬達、接地保護裝置。
輔助供電系統
輔助整流器與變流器之電力元件為IGBT型式。
其它設備
包含ATP、通訊系統、行車記錄影音設備及LCMS（機車控制監視系統）。

## 機電設備
列車上搭載4G網路訊號機，在車輛故障時，能將故障訊息傳回機務段，以利維修人員維修。駕駛室配有原裝空調機。
引擎採用康明斯QSK60IIIB型4行程2700hp/1800rpm引擎，因國內近年重視空氣汙染以及噪音汙染意識增加，因此裝設了廢氣處理系統。
輔助供電系統（SIV）在台鐵柴电机车中首次使用IGBT元件。

## 圖片集

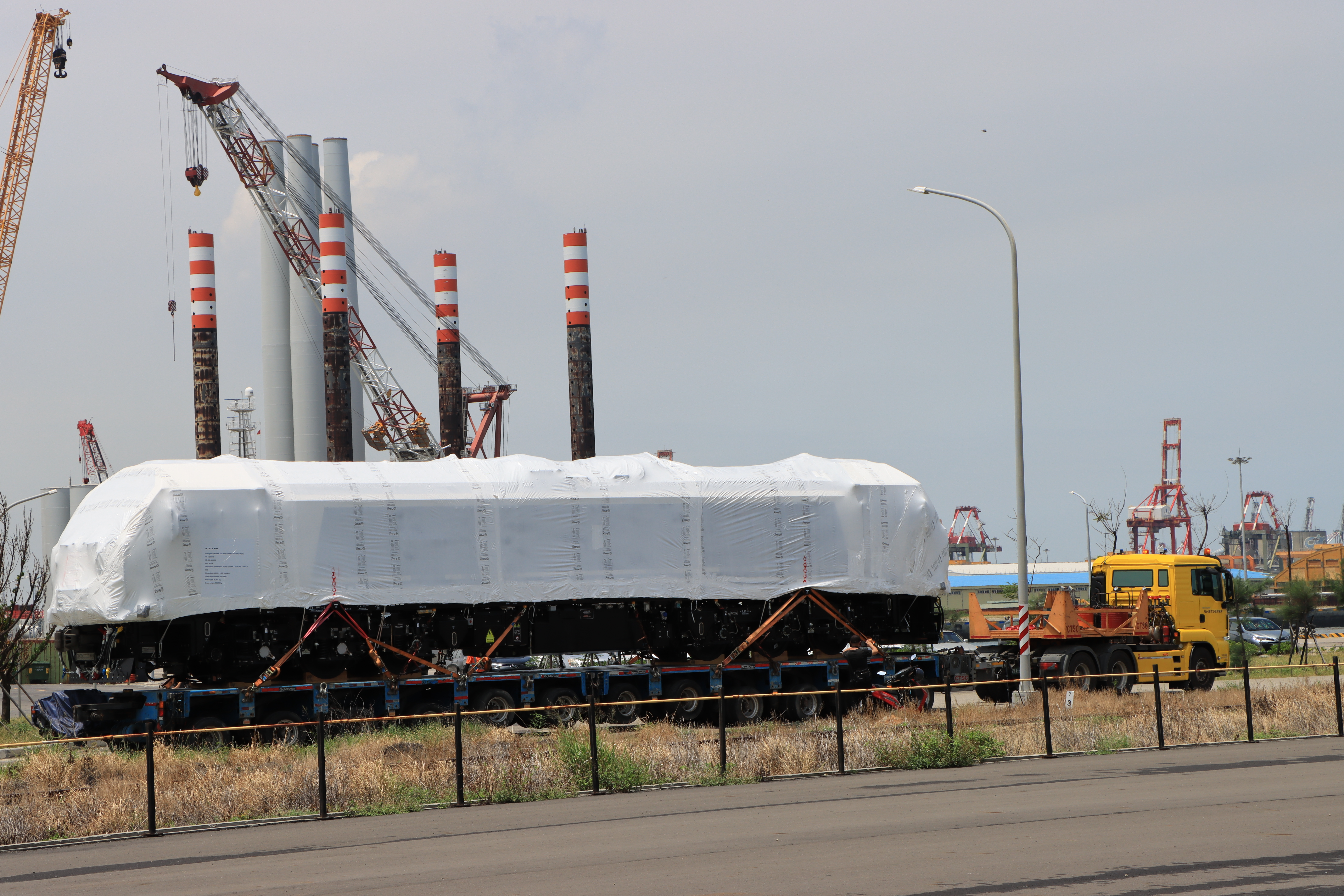
從臺中港下船後，先經由路運移動至鐵道路線迴送，未拆封的R200
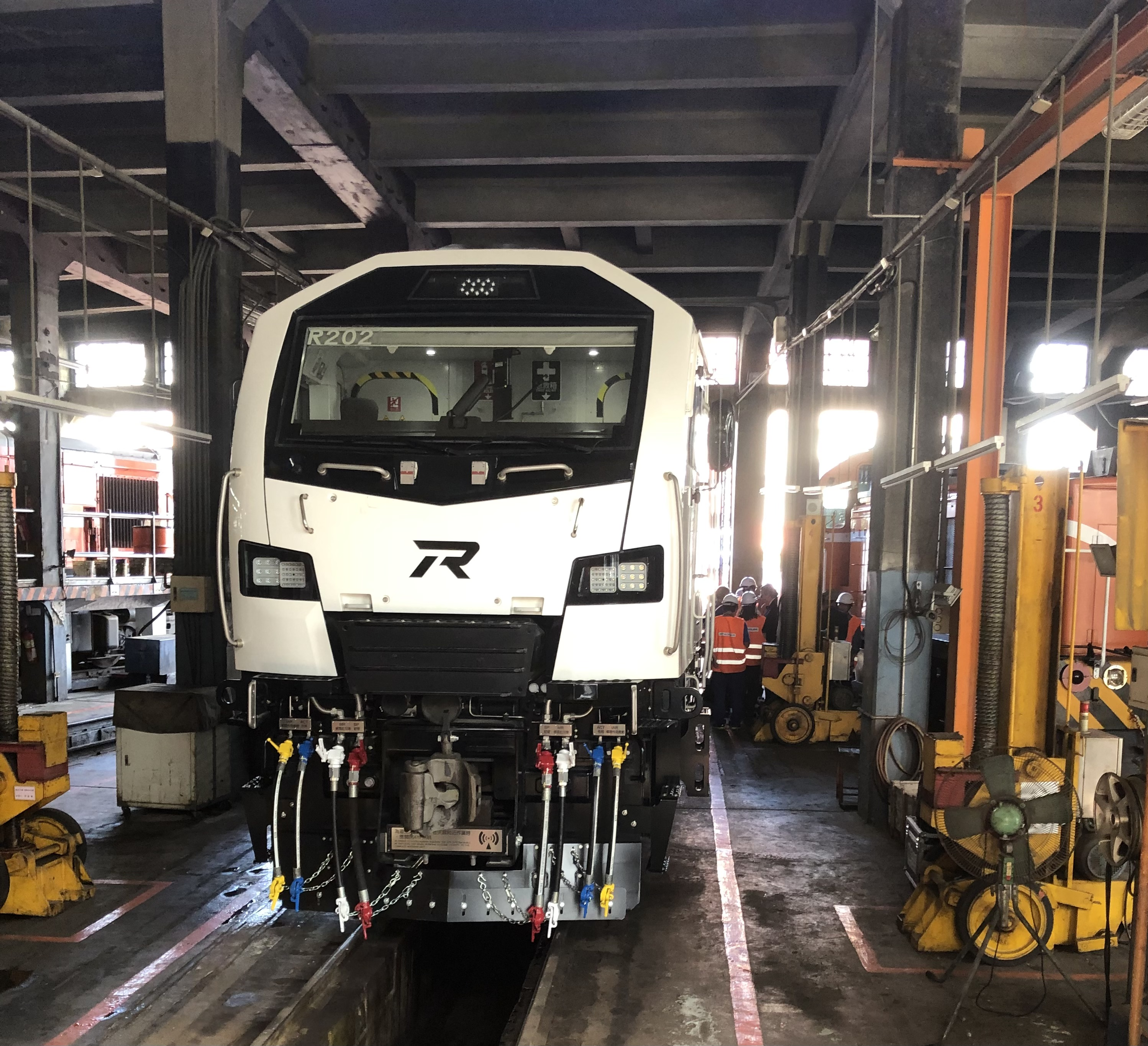
車庫內R202的後端
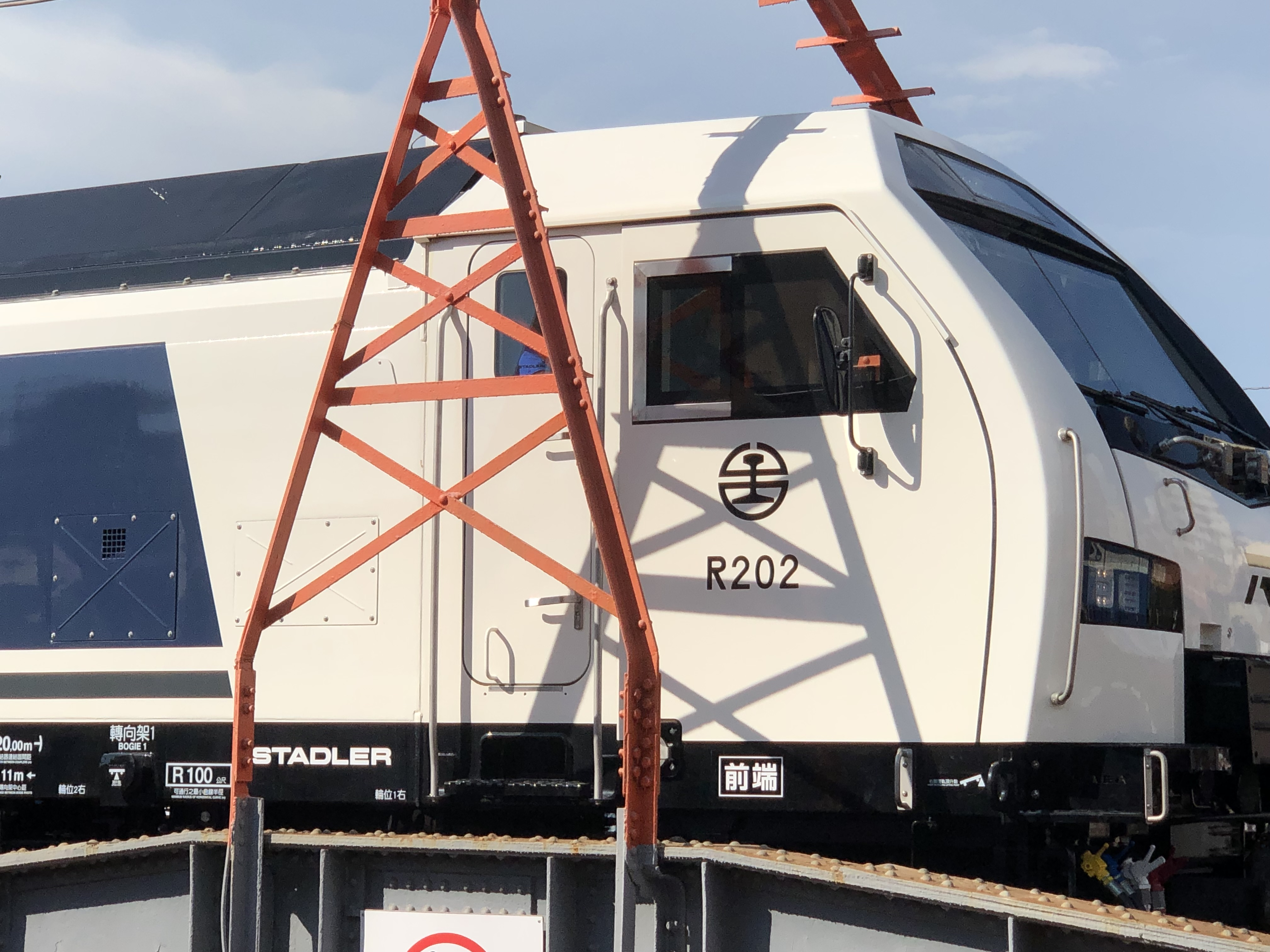
於轉盤上調車作業的R202
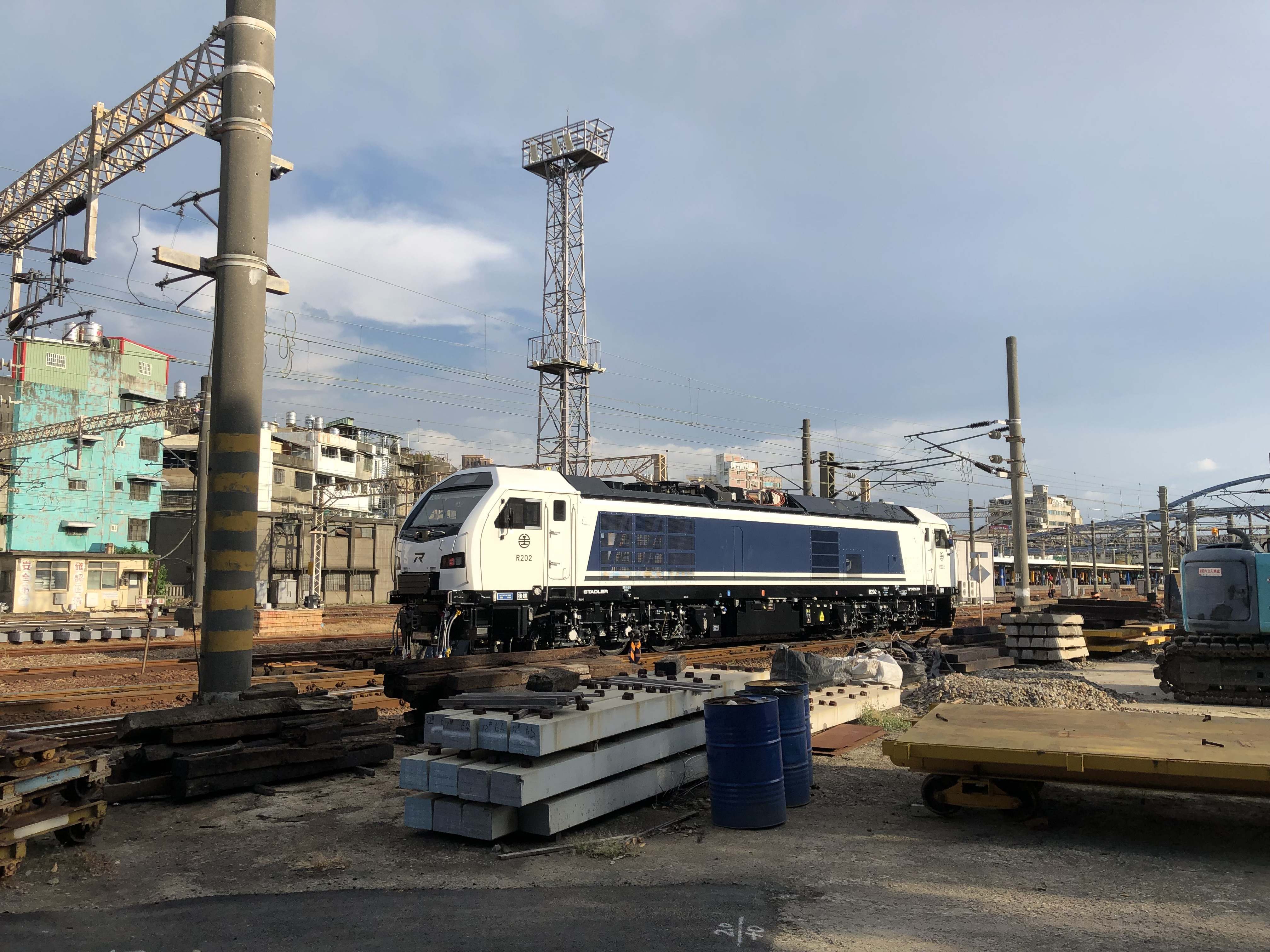
加完油後走調車線入庫的R202
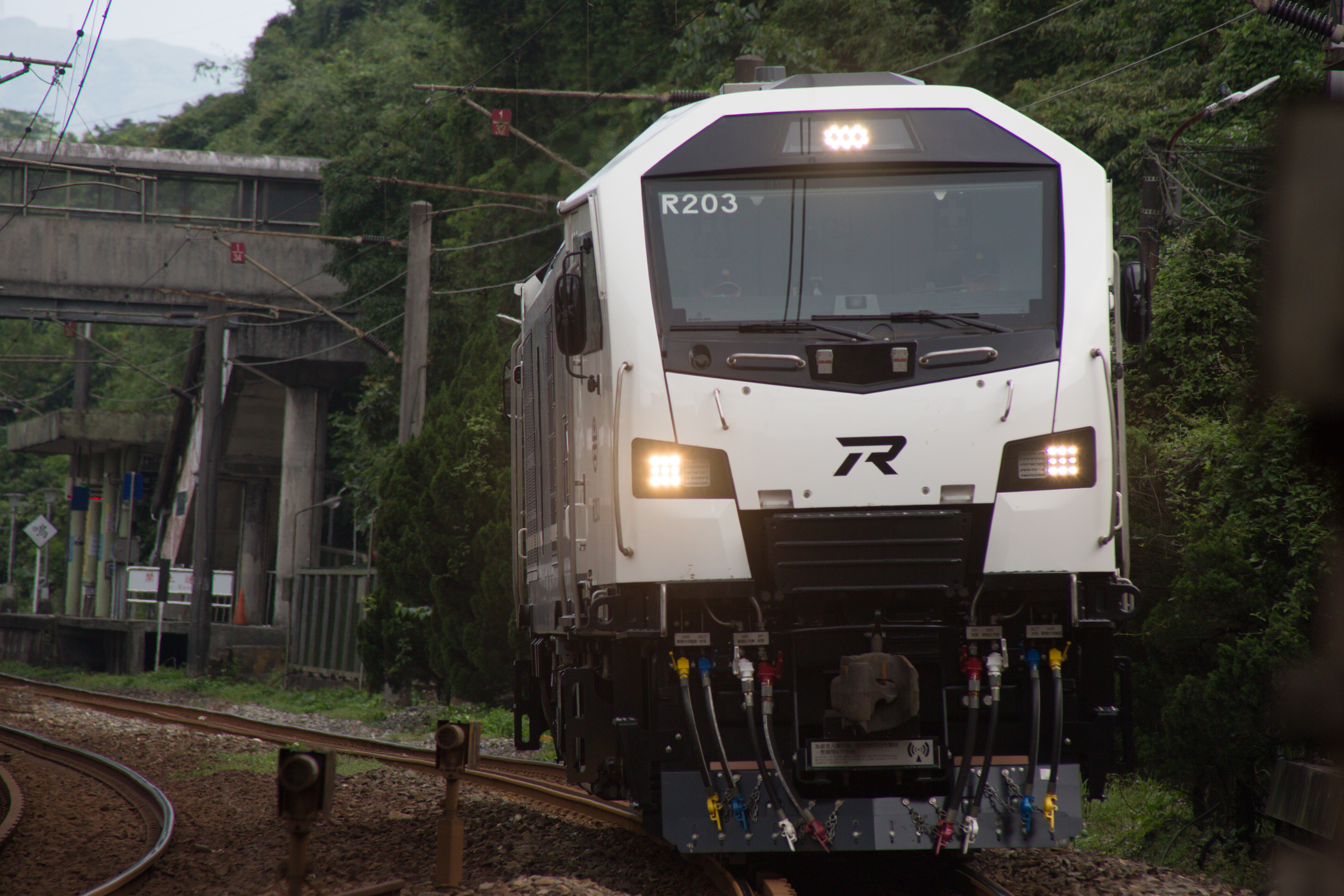
行駛中的R203

## 外部連結
- 施泰德鐵路對於「SALi」型柴電機車之簡介 （页面存档备份，存于）